# Anton Zupan
Anton Zupan, slovenski stenograf, * 13. januar 1843, Vransko, † 7. julij 1894, Vransko.

## Življenje in delo
Oče mu je bil tesar Jurij, mati mu je bila Elizabeta (roj. Miklauč). Zupan je gimnazijo obiskoval v Celju in 1864 maturiral. Zaposlil se je v knjigovodstvu premogovnika v Zagorju in se okoli leta 1873 se vrnil na Vransko, se preživljal z zemljemerskimi meritvami pri razmejevanju zemljišč, pomagal v pravnih zadevah pri pisanju pogodb, pritožb in podobno.
Večino časa je posvetil študiju stenografije. Obvladal je sisteme F. Gabelsbergerja, W. Stolzeja in L. Arendsa, ter poznal tudi številne druge. Zavzemal se je za poševno pisavo. Svojo izvirno stenografijo, katero je sestavil že v gimnazijskih letih, a se zaradi nepraktičnosti ni uveljavila, je objavil v prilogi listov Stenograf (Zagreb,1891) in v Tesnopisne listy (Praga, 1893); katero pa je strokovna komisija v Pragi 1901 odklonila. Avgusta 1891 se je z A. Bezenškom in F. Magdičem udeležil kongresa stenografov v Pragi. Bil je dopisni član osrednjega društva stenografov na Dunaju in Hrvaškega stenografskega društva v Zagrebu.
Zupan sodi med prve večje slovenske stenografe. V stroki je bil sicer razgledan, manjkalo pa mu je filološkega znanja; neomajno je vztrajal pri napačnih jezikovnih sklepanjih in prihajal v nasprotje s pravili slovenskega jezika. Zupanov sistem (skupek Gabelsbergerja, Stolzeja, Avg. Lehmana idr.) ni vplival na razvoj stenografije pri Slovencih.